# Neukieritzsch
Neukieritzsch est une commune de Saxe (Allemagne), située dans l'arrondissement de Leipzig, dans le district de Leipzig.

## Personnalités liées à la ville
- Catherine de Bore (1499-1552), femme de Martin Luther.
- Martin Krause (1853-1918), compositeur né à Lobstädt.